# Katarzyna Grzybczyk
Katarzyna Grzybczyk – polska prawnik, profesor nauk społecznych, nauczyciel akademicki na Wydziale Prawa i Administracji Uniwersytetu Śląskiego, specjalista w zakresie prawa autorskiego, prawa cywilnego i prawa prywatnego międzynarodowego.

## Życiorys
W 1992 ukończyła studia na Wydziale Prawa i Administracji UŚl, gdzie na podstawie napisanej pod kierunkiem Maksymiliana Pazdana rozprawy pt. Dzieło reklamowe i jego twórca w świetle prawa autorskiego uzyskała w 1998 stopień naukowy doktora nauk prawnych w zakresie prawa, specjalność: prawo cywilne. W 2011 Rada Wydziału Prawa i Administracji UŚl na podstawie dorobku naukowego oraz monografii pt. Prawo właściwe dla autorskoprawnej umowy licencyjnej nadała jej stopień naukowy doktora habilitowanego nauk prawnych w zakresie prawa, specjalności: prawo autorskie, prawo prywatne międzynarodowe. Została profesorem nadzwyczajnym Wydziału Prawa i Administracji UŚl w Katedrze Prawa Cywilnego i Prawa Prywatnego Międzynarodowego oraz nauczycielem akademickim Uniwersytetu Ekonomicznego w Katowicach.
Pełniła funkcję prodziekana Wydziału Prawa i Administracji Uniwersytetu Śląskiego. Dnia 11 lutego 2021 r. Prezydent Rzeczypospolitej Polskiej Andrzej Duda nadał jej tytuł profesora nauk społecznych w dyscyplinie nauki prawne.